# Jean Émile Reymond
Jean Émile André Reymond (ur. 2 maja 1912, zm. 1986) – polityk monakijski. Jedenasty minister stanu (premier) Księstwa Monako od 16 sierpnia 1963 do 28 grudnia 1966; bezpartyjny.